# Manang (Distrikt)
Der Distrikt Manang (Nepali मनाङ जिल्ला) ist einer der 77 Distrikte in Nepal. Er liegt mit seinem Hauptort Chame in der Provinz Gandaki.

## Geografie
Der 2246 km² große Distrikt liegt direkt an der chinesischen Grenze im Zentralhimalaya. Seine Distriktnachbarn sind: Kaski, Lamjung, Gorkha, Mustang und Myagdi. Die Topografie wird bestimmt durch den Marsyangdi-Fluss, der am 5413 m hohen Thorong La entspringt. Dieser Pass bildet auch einen Übergang zum Distrikt Mustang nach Muktinath.
Der Distrikt Manang besitzt einen enormen Reichtum an Fauna und Flora.

## Bevölkerung
Gemäß der Volkszählung hatte der Distrikt im Jahr 2001 9587 Einwohner und die Bevölkerungsdichte betrug 4,3 Personen/km².

## Infrastruktur
Die Bewohner Manangs waren von alters her Händler. Im Laufe der Zeit entstanden im Distrikt gut gepflegte Versorgungspfade, jedoch keine Straßen. Alle Güter müssen deshalb mit Maultieren, Yaks oder Lastenträgern transportiert werden. Auf diesen Wegen durchzieht auch die Trekkingroute Annapurna Circuit den Distrikt Manang. Mittlerweile leben die Bewohner überwiegend vom Tourismus (Versorgung und Unterbringung der Trekkinggruppen). Doch wird auch noch die traditionellen Landwirtschaft und Viehzucht (Yaks) betrieben.
2,5 km östlich des Dorfes Manang gibt es einen relativ neuen, kleinen Flughafen.

## Verwaltungsgliederung
Im Distrikt Manang liegen folgende Village Development Committees (VDCs):
- Bhraka
- Chame
- Dharapani
- Ghyaru
- Khangshar
- Manang
- Nar
- Ngawal
- Phu
- Pisang
- Tachi Bagarchhap
- Tanki Manang
- Thoche

## Bilder

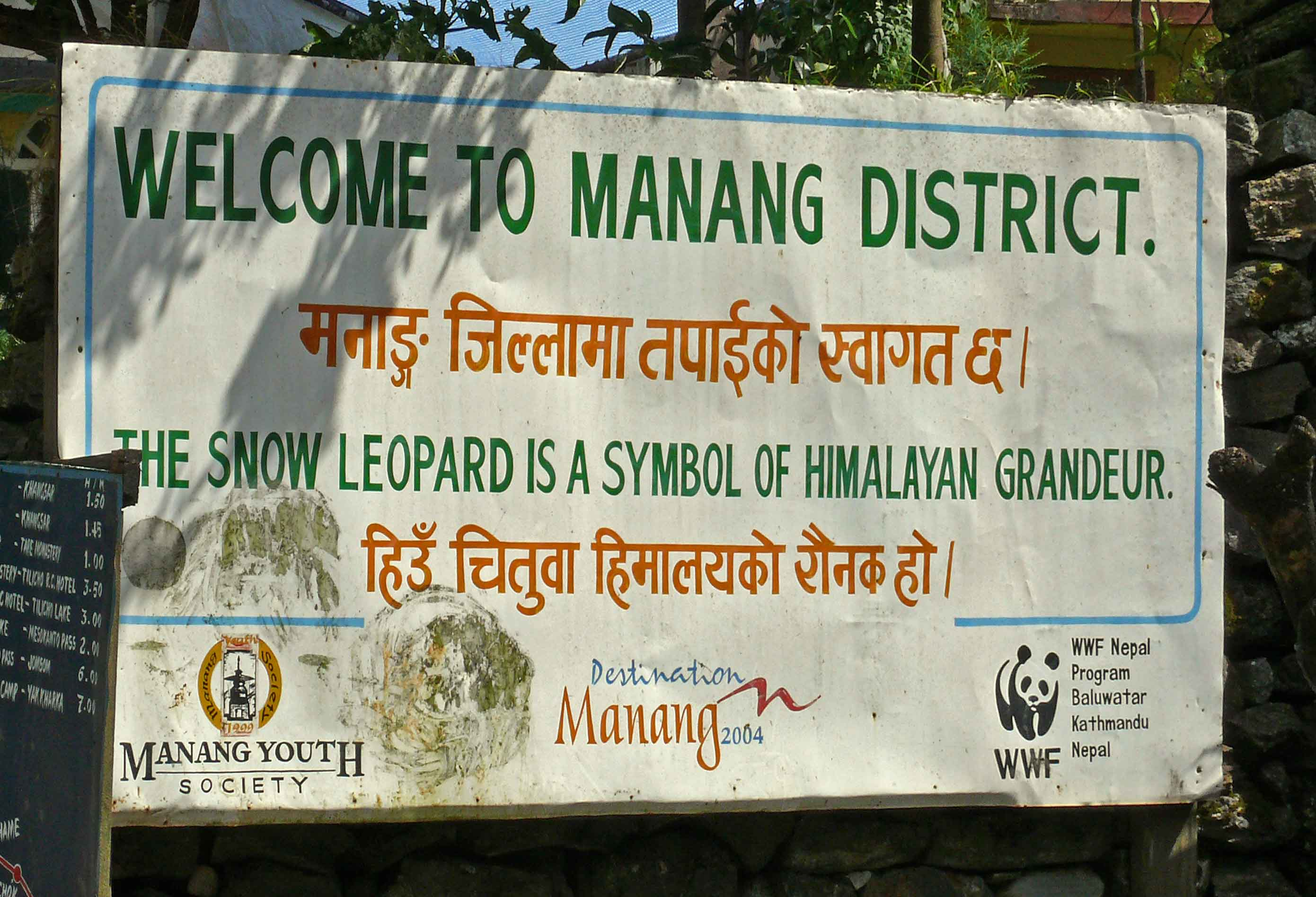
Willkommensschild
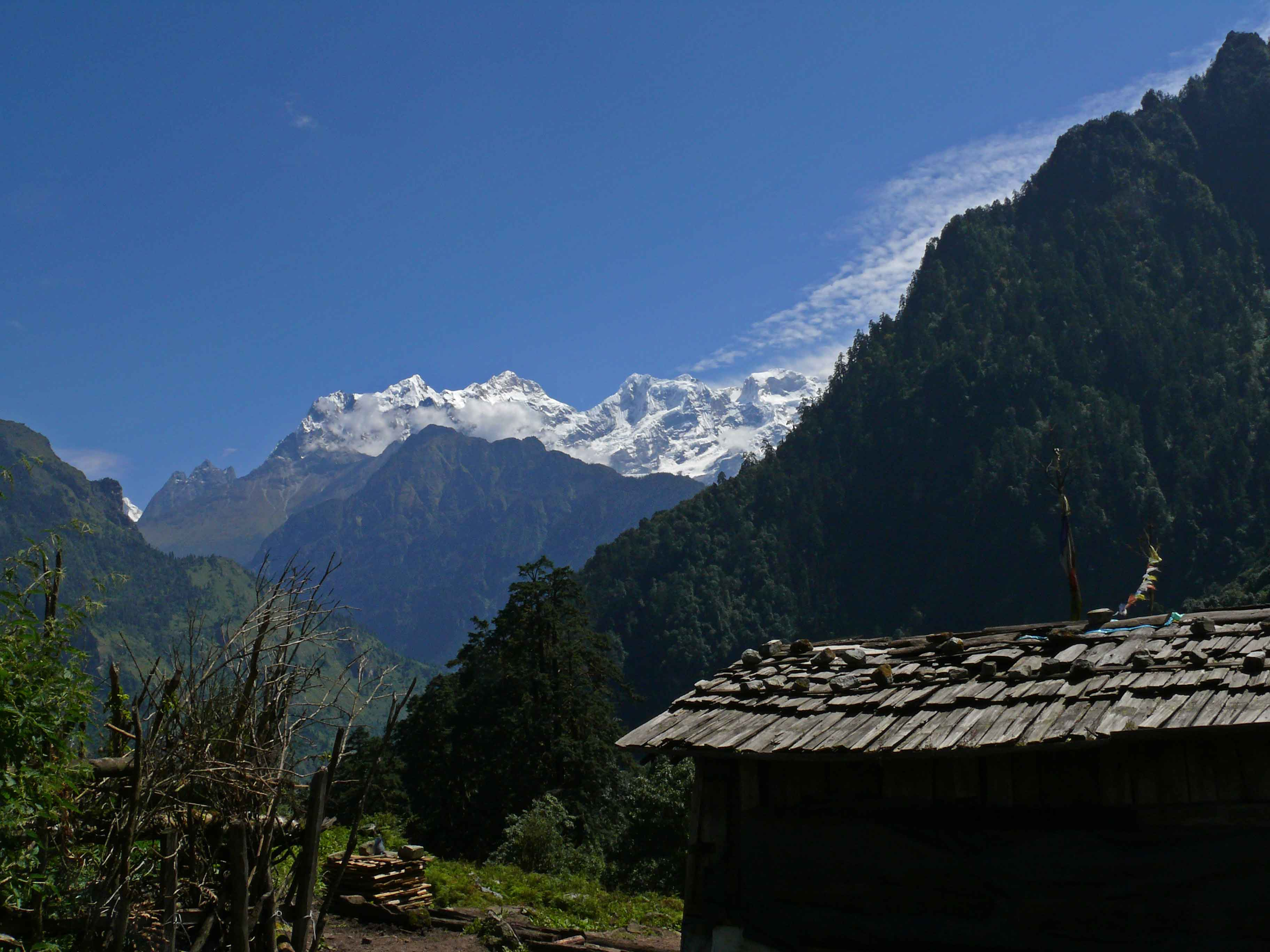
Blick auf den Manaslu
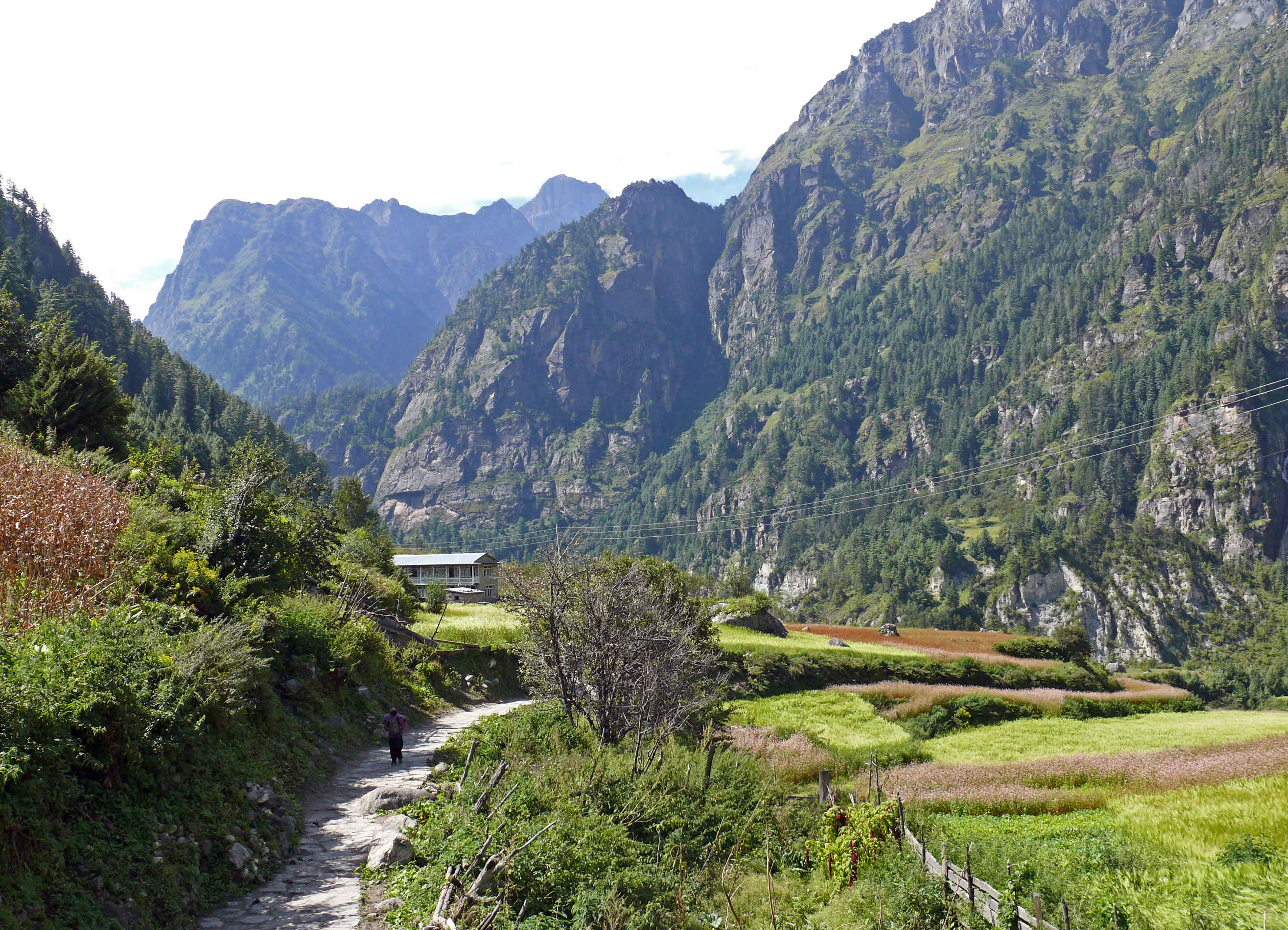
Unterwegs im Manang Distrikt